# Stanisław Bednarz (bokser)
Stanisław Bednarz – polski bokser, toromistrz żużlowy.

## Życiorys
Był pięściarzem w sekcji pięściarskiej Stali Sanok trenowany przez Tadeusza Nowakowskiego. W 1972 zdobył wicemistrzostwo Polski juniorów i został powołany do kadry Polski. Został wybrany najlepszym sportowcem klubu ZKS Stal Sanok za rok 1972. W związku z powołaniem do odbycia zasadniczej służby wojskowej przez pewien czas trenował w Legii Warszawa, po czym w 1974 został przeniesiony do odbywania służby w Elblągu. W 1976 dotarł do finału III Indywidualnych Mistrzostw Okręgu w Boksie w wadze średniej, lecz nie został dopuszczony przez lekarza do walki o mistrzostwo. Na przełomie lat 70. i 80. startował w mistrzostwach Polski seniorów (w 1981 dotarł do ⅛ finału w wadze do 75 kg).
Wybrany najpopularniejszym sportowcem ZKS Stal Sanok za rok 1972.
Po zakończeniu kariery zawodniczej został toromistrzem w klubie żużlowym w Krośnie (KKŻ Krosno do 1997, KSŻ Krosno do 2007, później KSM Krosno).